# Da Vinci (gruppo musicale norvegese)
I Da Vinci sono un gruppo musicale norvegese hair metal fondato nel 1986 e scioltosi nel 1992 dopo aver pubblicato 2 LP, poi riunitosi nel 2016 per il terzo album e il tour.

## Storia

### Le origini e i primi album
Il gruppo fece il suo primo concerto nel marzo del 1987 e fu contattato da Mercury/PolyGram, che stava cercando una band svedese del genere. Ottenne un certo successo con il singolo Forever In My Heart, e i primi due album, Da Vinci e Back in Business, vendettero rispettivamente 20.000 e 10.000 copie.
Nel 1990 i Da Vinci firmarono per la CBS per cui pubblicarono il singolo Ain't No Goodbyes.
Tra il 1986 e il 1992, il gruppo è stato costantemente in tour e ha performato 600 concerti in Norvegia, supportando gli Status Quo nel Christmas Remedy Tour del 1989 ed esibendosi alla Wembley Arena negli ultimi due concerti.
Successivamente il gruppo si sciolse.

### La reunion e il terzo album
Il gruppo si è ricostituito nel 2016 con una formazione in parte rinnovata per lavorare al terzo album, Ambition Rocks, pubblicato dall'etichetta norvegese Voices Of Wonder nel 2017.

## Formazione

### Formazione attuale
- Lars Aass – voce
- Gunnar Westlie – chitarre
- Bjorn Boge – basso
- Bjørn Olav “BOL” Lauvdal – batteria
- Dag Selboskar – tastiere, voce

### Ex componenti
- Lars Aass – voce
- Bjorn Boge – basso
- Ken Sandin – basso
- Jarle Maloy – batteria

## Discografia

### Album in studio
- 1987 – Da Vinci
- 1989 – Back in Business
- 2017 – Ambition Rocks

### EP
- 1988 – Lookin' For Love

### Singoli
- 1987 – Forever In My Heart/Look At Me Now
- 1987 – Tarquinia/Light My Fire
- 1989 – 9 And 10/Turn Down The Lights
- 1989 – Call Me A Liar/Last Time
- 1990 – Ain't No Goodbyes/Blame It On The RadioDiscografia
- 2017 – I've Come All This Way
- 2017 – Rocket of Fame